# The Crane Wives

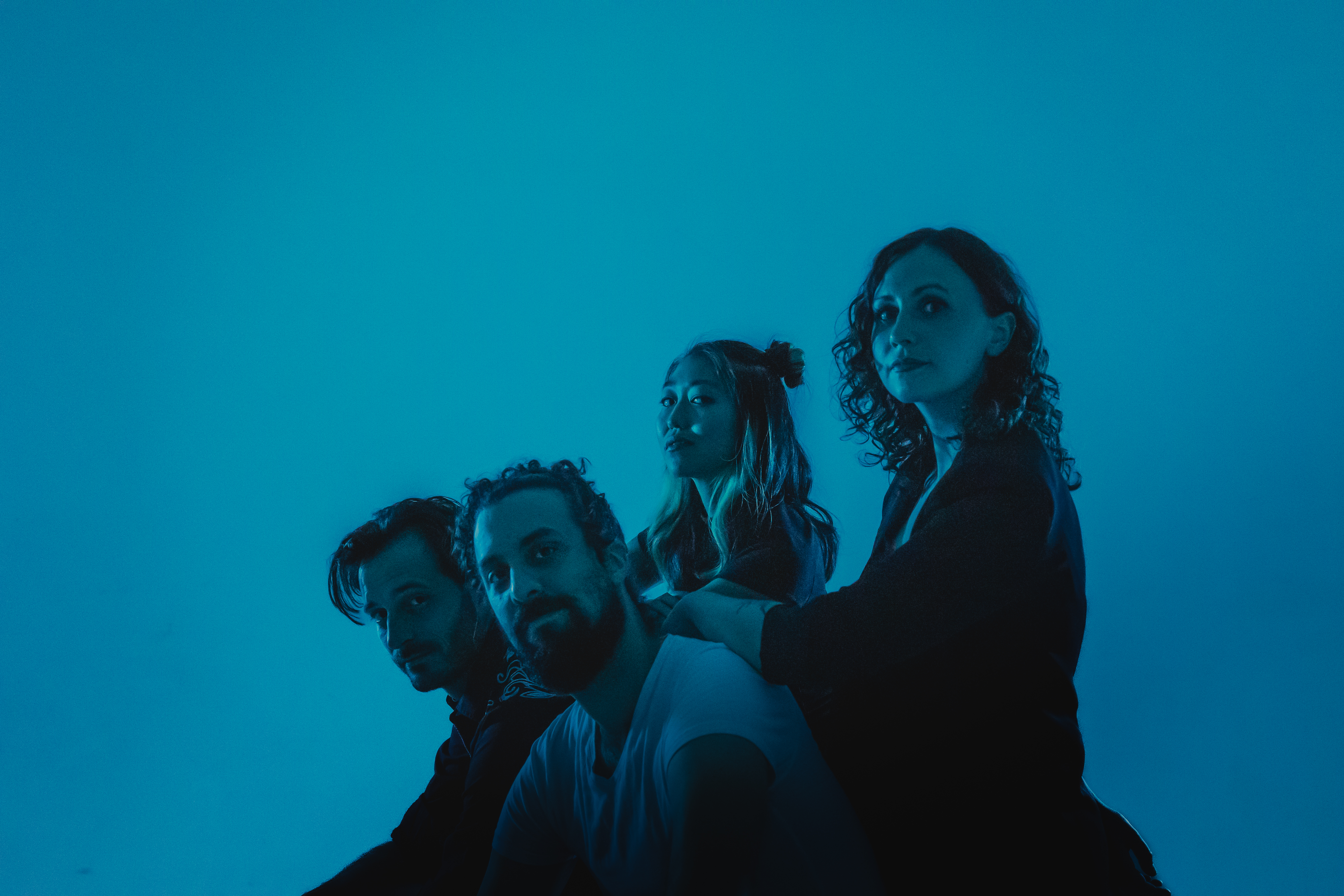
Ben Zito, Dan Rickabus, Kate Pillsbury y Emilee Petersmark son los miembros de la banda.

The Crane Wives es una banda independiente de cuatro integrantes fundada en Grand Rapids, Michigan, Estados Unidos en 2010. Se refieren a sí mismos como un "conjunto local de folk indie de Grand Rapids, Michigan, que desafía los estereotipos musicales". Utilizan armonías vocales de tres partes e instrumentación ecléctica.

## Carrera

### Historia temprana
Emilee Petersmark (guitarra/voz) y Kate Pillsbury (guitarra/voz) eran solistas aspirantes que trabajaban en un restaurante chino en Grandville, Michigan. En un intento por evitar trabajar de meseros, comenzaron a actuar los fines de semana en el restaurante bajo el nombre de The Crane Wives, pero no fueron bien recibidos.
La incorporación de Dan Rickabus (percusión/voz), Ben Zito (bajo) y Tom Gunnels (banjo) a fines de 2010 amplió el dúo, pero el nombre siguió siendo el mismo.

### Formación ySafe Ship, Harbored(2010-2011)
Petersmark y Pillsbury, ambos estudiantes de la Universidad Estatal Grand Valley de Allendale, se unieron a sus compañeros Gunnels y Rickabus para las sesiones de práctica en agosto de 2010. La banda tocó en algunos shows en Grand Rapids, y poco después, su amigo y compañero de estudios de GVSU, Ben Zito (quien mezcló el audio de la banda varias veces) se unió como bajista de la banda, completando el sonido.
El sonido optimista, la influencia popular y el uso de la armonía de tres partes distinguen a la banda en la escena musical de Grand Rapids dominada por el indie rock. Si bien el nombre de la banda proviene en parte del álbum de 2006 de The Decemberists titulado The Crane Wife, los miembros afirman tener una amplia variedad de influencias: folk, blues, ska, punk e incluso heavy metal.
The Crane Wives lanzaron su primer CD de larga duración, Safe Ship Harbored, en mayo de 2011. El álbum fue producido por ellos mismos, respaldado principalmente por la donación de tiempo de estudio de Sound Post Studios, donde Rickabus trabajó como ingeniero de audio, y también una generosa respuesta a la campaña de Kickstarter de la banda.
En junio de 2011, la banda recibió cierto grado de atención nacional cuando Colin Meloy, cantante principal de The Decemberists, vio su álbum en NPR durante una entrevista y se tomó una foto con él. En respuesta a la foto, los fanáticos y otros artistas locales imitaron la pose de Meloy (de perfil, con Safe Ship, Harbored tocándose la nariz) y publicaron sus fotos en Facebook, creando una avalancha de apoyo para la banda (Un mes antes, habían tratado de reservar una actuación de apertura para The Decemberists en Calvin College, pero no pudieron asegurarse un lugar).
La banda recibió atención y reconocimiento en 2012, obteniendo varios premios locales. Paste Magazine los incluyó entre sus "12 actos de Michigan que deberías escuchar ahora". También recibieron el premio "Local Spin of the Year" de Grand Rapids Press. También se llevaron tres premios en "Jammies" de WYCE, una ceremonia de premiación local para músicos destacados de West Michigan. Los premios recibidos fueron Álbum del año (Safe Ship, Harbored), Canción del año (Safe Ship, Harbored) y el Premio Listener's Choice.

### The Fool in Her Wedding Gowny giras (2012-2014)
En 2012, The Crane Wives tocaron en festivales de música y realizaron una gira por Michigan y los estados circundantes en 2013. Su segundo álbum, The Fool in Her Wedding Gown, fue lanzado el 22 de septiembre de 2012 en The Intersection, un club nocturno en Grand Rapids.
La banda estaba en conversaciones con varios gerentes y agentes de contratación, pero no firmó ningún acuerdo.

### Coyote Stories and Foxlore (2015-presente)
El 29 de agosto de 2015, la banda lanzó su álbum Coyote Stories en Founders Brewing Company en Grand Rapids, Michigan. Coyote Stories se grabó como parte de un proyecto de dos álbumes, en el que The Crane Wives grabaron dos álbumes con material en marzo y abril de 2015. El segundo álbum, Foxlore, fue lanzado el 2 de abril de 2016. Los álbumes presentan una progresión de los dos álbumes anteriores con la adición de guitarra eléctrica y otra instrumentación variada. Los dos álbumes también cuentan con colaboradores veteranos en la comunidad musical de Michigan, incluidos: Seth Bernard, Steve Leaf (de Steve Leaf and the Ex Pats, Public Access), Savanna Buist (de The Accidentals), Katie Larson (de The Accidentals), Justin Dore (de Big Dudee Roo), Rachel Gorman (de The Red Sea Pedestrians)
En una publicación de Facebook de Dan el 3 de febrero de 2015, llegaron noticias de la partida de Tom.
Hola amigos, fanes, les escribe Dan. Vengo con una triste noticia. Después de más de 4 años en The Crane Wives, nuestro amigo y banjista Tom Gunnels ya no estará en la banda.
En un artículo de LocalSpins, se dijo que The Crane Wives continúa como un conjunto de cuatro piezas.

## Miembros de la banda
- Emilee Petersmark (guitarra/voz)
- Kate Pillsbury (guitarra/voz)
- Dan Rickabus (batería/voz)
- Ben Zito (bajo)

## Discografía

### Estudio
- Safe Ship, Harbored (2011)
- The Fool in Her Wedding Gown (2012)
- Coyote Stories (2015)
- Foxlore (2016)
- Beyond Beyond Beyond (2024)

### En vivo
- Live from River City Studios (EP de 3 canciones, solo descarga)
- Here I Am: Live from the Listening Room (2020)
- dogtownstudio recordings (2023)

## Premios
| Año                              | obra nominada         | Organización | Premio | Resultado |
| -------------------------------- | --------------------- | --- | --- | --------- |
| 2011                             | "Safe Ship, Harbored" | WYCE | rowspan="" style="background-color:var(--background-color-success-subtle, #d5fdf4); color:inherit;; text-align:center; vertical-align:middle;" \| Ganador |           |
| 2011                             | "Safe Ship, Harbored" | WYCE | rowspan="" style="background-color:var(--background-color-success-subtle, #d5fdf4); color:inherit;; text-align:center; vertical-align:middle;" \| Ganador |           |
| 2011                             | "Safe Ship, Harbored" | WYCE | rowspan="" style="background-color:var(--background-color-success-subtle, #d5fdf4); color:inherit;; text-align:center; vertical-align:middle;" \| Ganador |           |
| 2011                             | "Safe Ship, Harbored" | WYCE | rowspan="" style="background-color:var(--background-color-success-subtle, #d5fdf4); color:inherit;; text-align:center; vertical-align:middle;" \| Ganador |           |
| 2011                             | "Safe Ship, Harbored" | Grand Rapids Press | rowspan="" style="background-color:var(--background-color-success-subtle, #d5fdf4); color:inherit;; text-align:center; vertical-align:middle;" \| Ganador |           |
| 2012                             |                       | | |           |
| " The Fool in Her Wedding Gown " | WYCE                  | rowspan="" style="background-color:var(--background-color-success-subtle, #d5fdf4); color:inherit;; text-align:center; vertical-align:middle;" \| Ganador | |           |
| " The Fool in Her Wedding Gown " | WYCE                  | rowspan="" style="background-color:var(--background-color-success-subtle, #d5fdf4); color:inherit;; text-align:center; vertical-align:middle;" \| Ganador | |           |
| "Easier"                         | ArtPrize              | rowspan="" style="background-color:var(--background-color-success-subtle, #d5fdf4); color:inherit;; text-align:center; vertical-align:middle;" \| Ganador | |           |